# Carrick (Californie)
Pour les articles homonymes, voir Carrick.
Carrick est une census-designated place du comté de Siskiyou, dans l'État de Californie, aux États-Unis,. En 2020, elle compte une population de 143 habitants.